# شايان (وايومنغ)

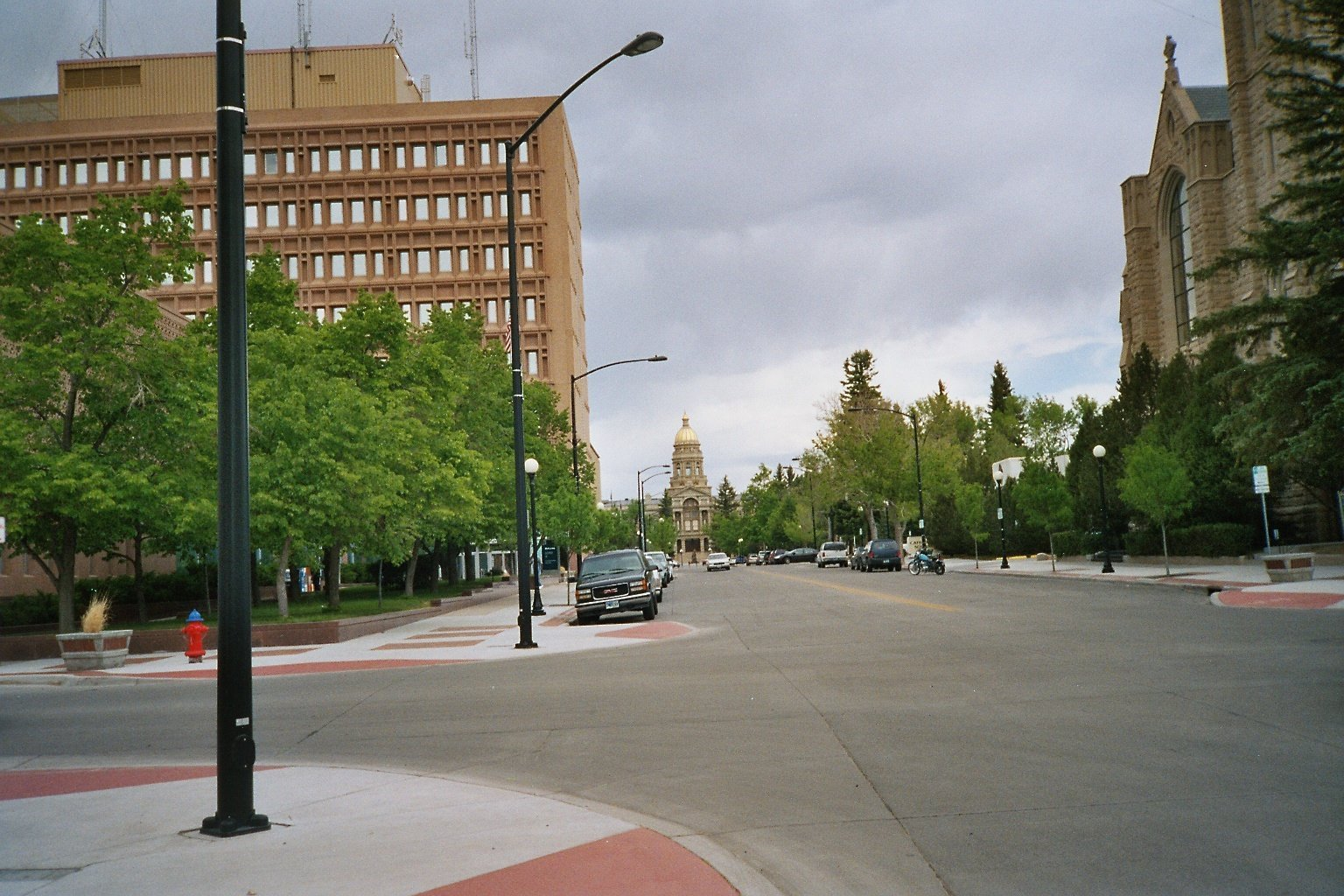
مدينة شايان

شايان (بالإنجليزية: Cheyenne)‏ هي عاصمة ولاية وايومنغ الأمريكية وأكبر مدنها من حيث السكان وهي مقر مقاطعة لارامي. وهي المدينة الرئيسية في منطقة شايان العاصمة العمرانية التي تشمل كل مقاطعة لارامي. بلغ عدد السكان 59,466 نسمة في تعداد عام 2010. شايان هي المحطة الشمالية للممر الحضري الواسع والمتنامي اسريع الذي يمتد من شايان إلى مدينة بويبلو، كولورادو ويبلغ عدد سكان هذا الممر 4,333,742 وفقا لتعداد الولايات المتحدة لعام 2010. تقع شايان على غديري كرو كريك ودري كريك. بلغ عدد سكان منطقة شايان الحضرية 91,738 نسمة في تعداد عام 2010، ما يجعل ترتيبها 354 بين المناطق الحضرية في الولايات المتحدة من حيث السكان.

## التركيبة السكانية
قام مكتب تعداد الولايات المتحدة بتحديد بيانات التركيبة السكانية لشايان في تعداد الولايات المتحدة. في ما يلي، التركيبة السكانية حسب تعدادي 2000 و2010.

### تعداد عام 2000
بلغ عدد سكان تشولاه 2,186 نسمة بحسب تعداد عام 2000، وبلغ عدد الأسر 911 أسرة وعدد العائلات 562 عائلة مقيمة في المدينة. في حين سجلت الكثافة السكانية 743.0 نسمة لكل ميل مربع (286.9/كم2). وبلغ عدد الوحدات السكنية 1,004 وحدة بمتوسط كثافة قدره 341.2 نسمة لكل ميل مربع (131.7/كم2).
وتوزع التركيب العرقي للمدينة بنسبة 92.96% من البيض و 1.69% من الأمريكيين الأصليين و 0.69% من الأمريكيين ذوي الأصول الآسيوية و 0.05% من سكان جزر المحيط الهادئ و 0.05% من الأمريكيين الأفارقة و 3.66% من عرقين مختلطين أو أكثر.
بلغ عدد الأسر 911 أسرة كانت نسبة 29.9% منها لديها أطفال تحت سن الثامنة عشر تعيش معهم، وبلغت نسبة الأزواج القاطنين مع بعضهم البعض 46.9% من أصل المجموع الكلي للأسر، ونسبة 11.0% من الأسر كان لديها معيلات من الإناث دون وجود شريك، وكانت نسبة 38.3% من غير العائلات. تألفت نسبة 33.4% من أصل جميع الأسر من أفراد ونسبة 18.6% كانوا يعيش معهم شخص وحيد يبلغ من العمر 65 عاماً فما فوق. وبلغ متوسط حجم الأسرة المعيشية 2.98، أما متوسط حجم العائلات فبلغ 2.32.
بلغ العمر الوسطي للسكان 42 عاماً. وكانت نسبة 6.0% بين الثامنة عشرة والأربعة وعشرين عاماً، ونسبة 23.1% كانت واقعةً في الفئة العمرية ما بين الخامسة والعشرين والأربعة وأربعين عاماً، ونسبة 22.3% كانت ما بين الخامسة والأربعين والرابعة والستين، ونسبة 22.0% كانت ضمن فئة الخامسة والستين عاماً فما فوق. يوجد لكل 100 أنثى 89.8 ذكر، ويوجد لكل 100 أنثى في الثامنة عشر من عمرها فما فوق 82.0 ذكر.
بلغ متوسط دخل الأسرة في المدينة 25,238 دولار، أما متوسط دخل العائلة فبلغ 33,750 دولار. وكان متوسط دخل الذكور 36,065 دولار مقابل 18,938 دولار للإناث. وسجل دخل الفرد الخاص بالمدينة 13,843 دولار. وكانت نسبة 13.9% من العائلات ونسبة 18.3% من السكان تحت خط الفقر، وكان من هؤلاء نسبة 19.9% تحت سن الثامنة عشر ونسبة 15.7% في الخامسة والستين من العمر وما فوق.

### تعداد عام 2010
بلغ عدد سكان شايان 59,467 نسمة بحسب تعداد عام 2010، وبلغ عدد الأسر 25,558 أسرة وعدد العائلات 15,270 عائلة مقيمة في المدينة. في حين سجلت الكثافة السكانية 2,425.2 نسمة لكل ميل مربع (936.4/كم2). وبلغ عدد الوحدات السكنية 27,284 وحدة بمتوسط كثافة قدره 1,112.7 لكل ميل مربع (429.6/كم2).
وتوزع التركيب العرقي للمدينة بنسبة 0.96% من الأمريكيين الأصليين و 1.24% من الأمريكيين ذوي الأصول الآسيوية و 0.20% من سكان جزر المحيط الهادئ و 2.88% من الأمريكيين الأفارقة و 3.28% من عرقين مختلطين أو أكثر.
بلغ عدد الأسر 25,558 أسرة كانت نسبة 30.2% منها لديها أطفال تحت سن الثامنة عشر تعيش معهم، وبلغت نسبة الأزواج القاطنين مع بعضهم البعض 43.1% من أصل المجموع الكلي للأسر، ونسبة 12.0% من الأسر كان لديها معيلات من الإناث دون وجود شريك، بينما كانت نسبة 4.7% من الأسر لديها معيلون من الذكور دون وجود شريكة وكانت نسبة 40.3% من غير العائلات. تألفت نسبة 33.5% من أصل جميع الأسر من أفراد ونسبة 10.6% كانوا يعيش معهم شخص وحيد يبلغ من العمر 65 عاماً فما فوق. وبلغ متوسط حجم الأسرة المعيشية 2.92، أما متوسط حجم العائلات فبلغ 2.29.
بلغ العمر الوسطي للسكان 36.5 عاماً. وكانت نسبة من القاطنين تحت سن الثامنة عشر، وكانت نسبة 9.5% بين الثامنة عشرة والأربعة وعشرين عاماً، ونسبة 26.9% كانت واقعةً في الفئة العمرية ما بين الخامسة والعشرين والأربعة وأربعين عاماً، ونسبة 26.2% كانت ما بين الخامسة والأربعين والرابعة والستين، ونسبة 13.5% كانت ضمن فئة الخامسة والستين عاماً فما فوق. وتوزع التركيب الجنسي للسكان بنسبة 49.3% ذكور و50.7% إناث.

## تاريخ
وضع الجنرال جرانفيل دودج حجر الأساس للمدينة في 4 يوليو 1897. وكانت وقتها الأرض تابعة لمقاطعة داكوتا والتي عرفت لاحقا بمقاطعة وايومنغ ومن ثمة ولاية وايومنغ. هاجر إليها 4000 شخص بمجرد بناء خط السكة الحديد الذي يمر فيها. لأنها اسست وازدهرت من لا شيء سميت بالمدينة السحرية ملكة البراري. انتقل اليها بعد سنوات رجال الأعمال واللصوص وقطاع الطرق ورعاة البقر الذين فقدو أراضيهم في ولايات أخرى. سميت المدينة بهذا الاسم نسبة إلى قبيلة شايان الهندية الأمريكية وهي إحدى أشهر القبائل الهندية والتي كانت متحالفة مع قبيلة أراباهو الهندية.

## جغرافيا
تقدر مساحتها بـ 55 كم مربع. يقطعها طريق رقم 25 وطريق 80 العابرين للولايات.

## سكان
تقديرات سنة 2005 تشير إلى بلوغ سكان المدينة 55,362 نسمة. أُجريت آخر إحصائية في عام 2000 كان السكان حينها 53,011 نسمة. أكثر من 88% منهم من البيض.

## معلومات أخرى
في شايان قبض على الأمريكي الوحيد الذي اتهم بأكل البشر (علما بأنه حين القبض عليه كانت التهمة القتل لأن أكل البشر لا يعد جريمة في أمريكا!) وكان ذلك في 11 مارس 1883. تقام العديد من ألعاب وبطولات رعاة البقر الأمريكية في هذه المدينة الصغيرة. توجد فيها قاعدة وارن الجوية والتي تحوي شبكة من الصواريخ النووية العابرة للقارات.